# Pivovar Braník
Pivovar Braník nebo také Branický pivovar je památkově chráněný objekt pražského pivovaru, jehož asi pětihektarový areál byl původně v majetku společnosti ING Real Estate Development a nyní je ve vlastnictví akciové společnosti Braník pivovar, jejímž jediným akcionářem je Michal Mareš. Tento pivovar ukončil výrobu v lednu roku 2007. Výroba byla převedena do smíchovského Pivovaru Staropramen. Nicméně vlastní budova Branického pivovaru je společně s nedalekými Branickými ledárnami zajímavou a architektonicky cennou stavební i technickou památkou v novorenesančním a secesním architektonickém stylu

## Historie
Pivovar založil roku 1899 spolek sládků a majitelů malých pražských pivovarů, "aby v Praze nový, ve velikém slohu a co nejmoderněji založený, se sladovnou spojený pivovar zřídili".  Výstavbu iniciovalo 13 sládků z malých pražských pivovarů, které koncem 19. století ztratily schopnost konkurovat průmyslovým pivovarnickým provozům. Náklady na stavbu pivovaru byly financovány úpisem akcií nově založené akciové společnosti. V den vydání akcií poptávka desetinásobně převýšila nabídku.
Nový pivovar nesl název Společenský pivovar pražských sládků a byl postaven za pouhých 14 měsíců, takže 5. září roku 1900 již mohla být vystavena první várka lahodného moku. Pro zajištění dodávek piva do města měl vlastní přístav a dvě lodě, které vozily před otevřením vyšehradského tunelu v roce 1903 pivo na Výtoň a odtud se pivo rozváželo koňskými povozy. Pivovar patřil mezi největší v zemi a dodával pivo dokonce i na dvůr císaře Františka Josefa I., který pivovar roku 1907 osobně navštívil. 
V počátcích svého působení pivovar zvyšoval každoročně svou produkci. Krize kolem roku 1908 nicméně snížila odbyt pivovaru do té míry, že málem zkrachoval. Pivovar nakonec zachránili pražští hostinští, kteří do podniku vstoupili coby podílníci. Pivovar změnil název na Hostinský pivovar a v roce 1913 se znovu vzchopil.
Za první světové války produkce pivovaru výrazně poklesla, nicméně dál úspěšně podnikal v období první republiky. V letech 1942 až 1946 byl během nacistické okupace provoz pivovaru zastaven, v roce 1948 došlo k jeho znárodnění, od roku 1949 se zde nacházelo Pokusné a vývojové středisko a v roce 1958 byl pivovar začleněn do národního podniku Pražské pivovary. Vyráběly se zde také sušené pivovarské kvasnice Pangamin.
Areál pivovaru prošel počátkem devadesátých let 20. století rozsáhlou rekonstrukcí. Po roce 1989 se majiteli pivovaru postupně staly mezinárodní pivovarnické skupiny Bass a Interbrew a v jednu dobu se zde vařila také belgická Stella Artois nebo japonské pivo Asahi. Uzavřený areál a status kulturní památky nicméně neumožňoval další modernizace, které si vyžadovala rostoucí produkce piva. Někdejší vlastník areálu, Pivovary Staropramen, se proto rozhodl přestěhovat výrobu do smíchovského pivovaru. Poslední várku piva zde uvařili v roce 2007.
Následně pivovar koupila holandská společnost ING, která zde v roce 2007 plánovala rezidenční výstavbu s potřebnou občanskou vybaveností. V roce 2012 areál prodala skupině českých investorů. Noví majitelé se rozhodli, že bývalý pivovar změní na centrum pro menší firmy do 50 zaměstnanců a drobné živnostníky. Později měla v budově pivovaru sídlit počítačová firma, kvůli pandemii covidu ale z plánů sešlo. Od roku 2021 zde sídlí jedna z pražských tanečních konzervatoří. V roce 2024 je majitelem akciová společnost Braník pivovar a jejím jediným akcionářem je JUDr. Michal Mareš.

## Stavba

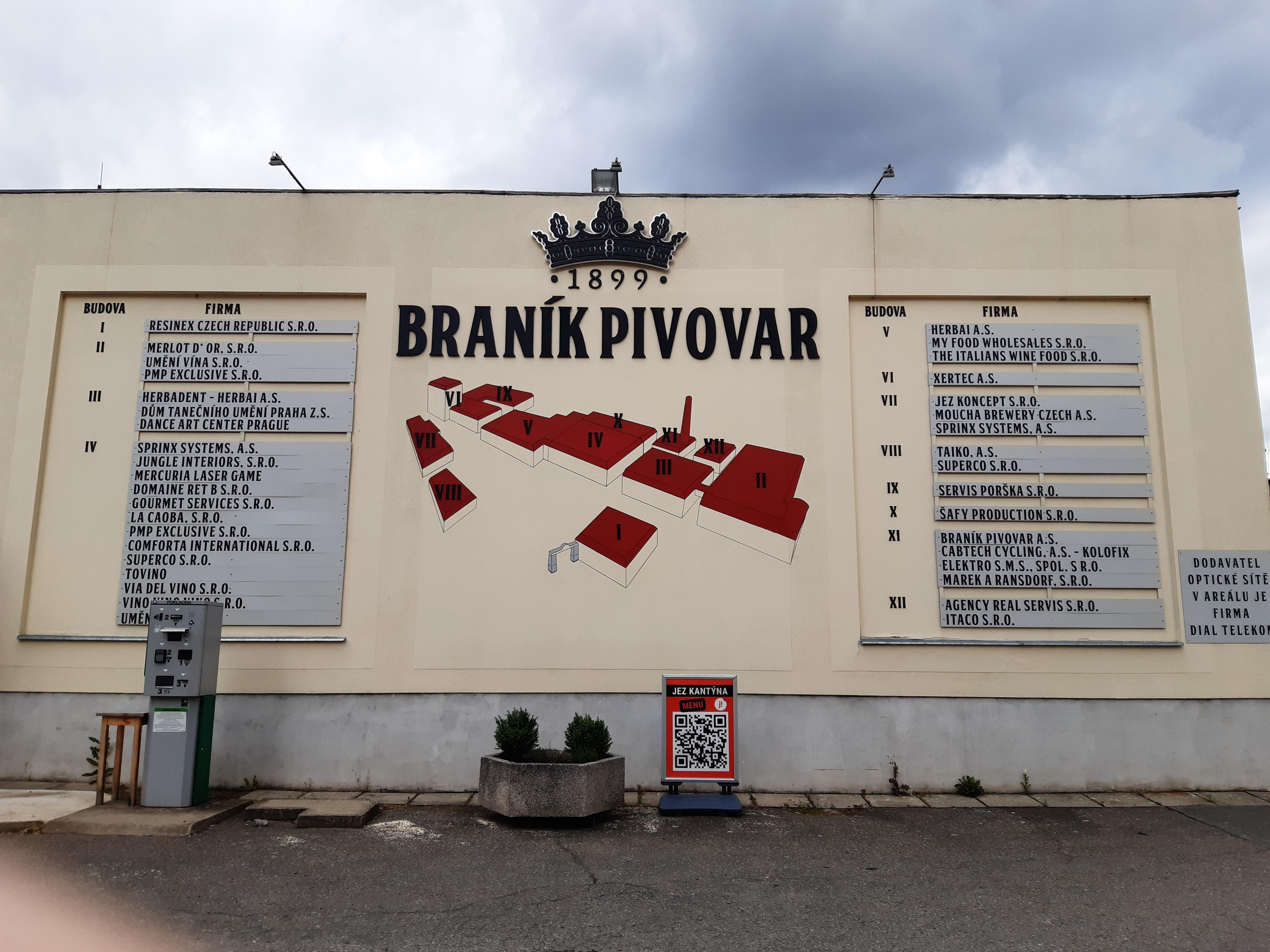

Celý areál pivovaru se rozkládá na ploše 52 tisíc metrů čtverečních a je památkově chráněný. Areál tvoří celkem sedm budov v novorenesančním a secesním stylu. Památkově chráněna je sladovna, varna, expedice, komín, správní budova, dům správce a ohradní zeď. Netradiční a na tehdejší dobu moderní budovu navrhl architekt Jan Herain. Na stavbě se podílely tehdejší nejvýznamnější společnosti, budovy stavěla karlínská firma Václav Nekvasil, strojní chlazení dodala firma F. Ringhoffer, elektrické zařízení Elektrotechnická akc. spol. Kolben a varnu a ostatní technologii firma Novák & Jahn.

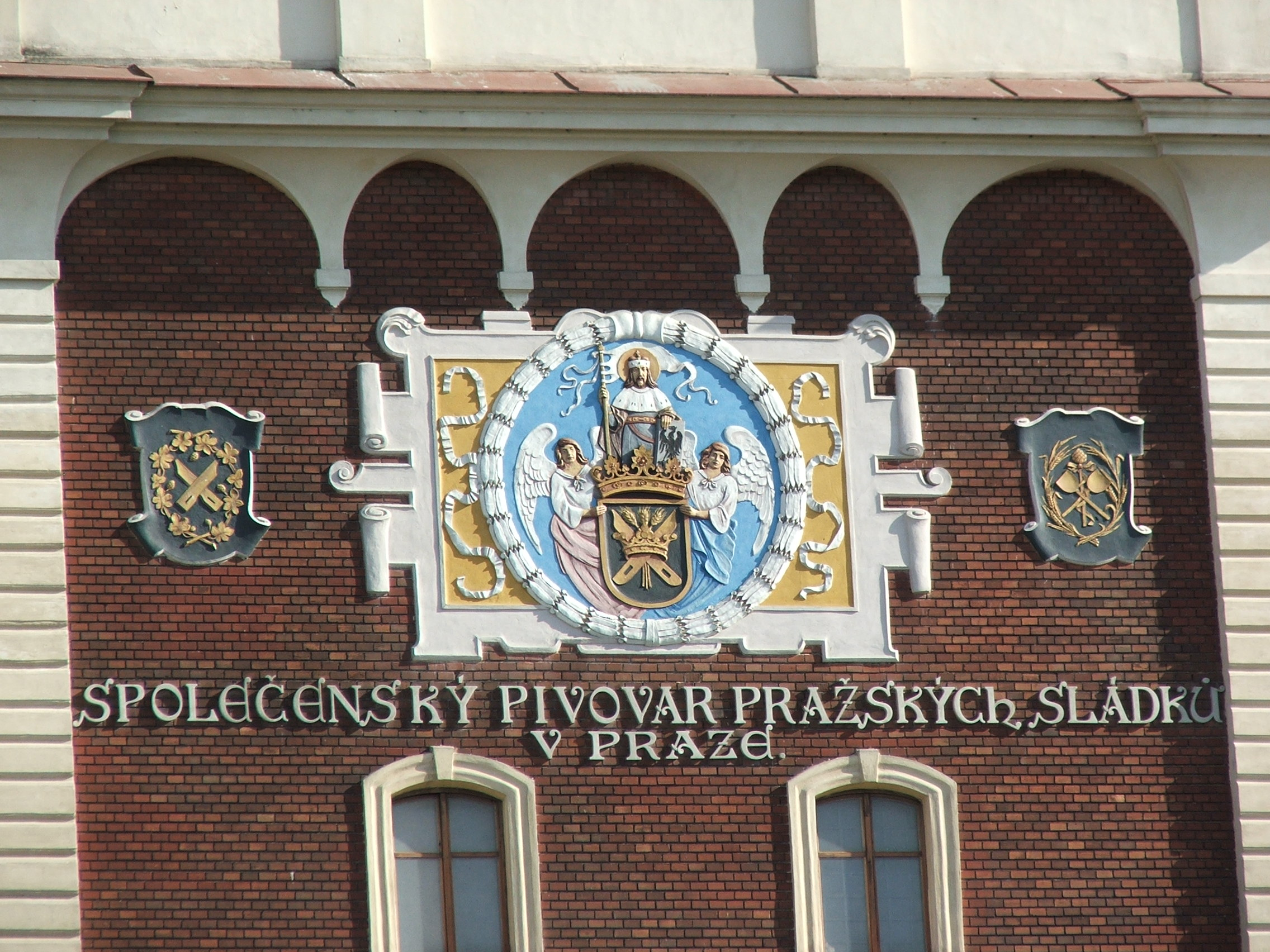
Logo Společenského pivovaru pražských sládků

Provozní budovy v neorenesančním slohu mají fasádu z červených cihel, pásovou bosáž v přízemí a na nárožích, a lunetové hlavní římsy členěné lisenami, pilastry a palmetami. Správní budova vznikla trochu později a vyznačuje se již prvky secesního slohu. Na budovách sladovny a varny se nacházejí štukové reliéfní erby spolu se znakem Společenského pivovaru pražských sládků v Braníku podle návrhu Mikoláše Alše, který vyšel ze znaku se svatým Václavem a dvěma anděly, který českým sladovníkům udělil císař Karel IV. Velký barevný Alšův znak, který se stal ochrannou známkou pivovaru, můžeme dodnes vidět na jeho původním místě – na hvozdě sladovny pivovaru Braník. Po roce 1989 byl polychromovaný sv. Václav dlouhou dobu na všech etiketách celého sortimentu (pivo Sládek, desítka i ležák světlý).

### Sladovna

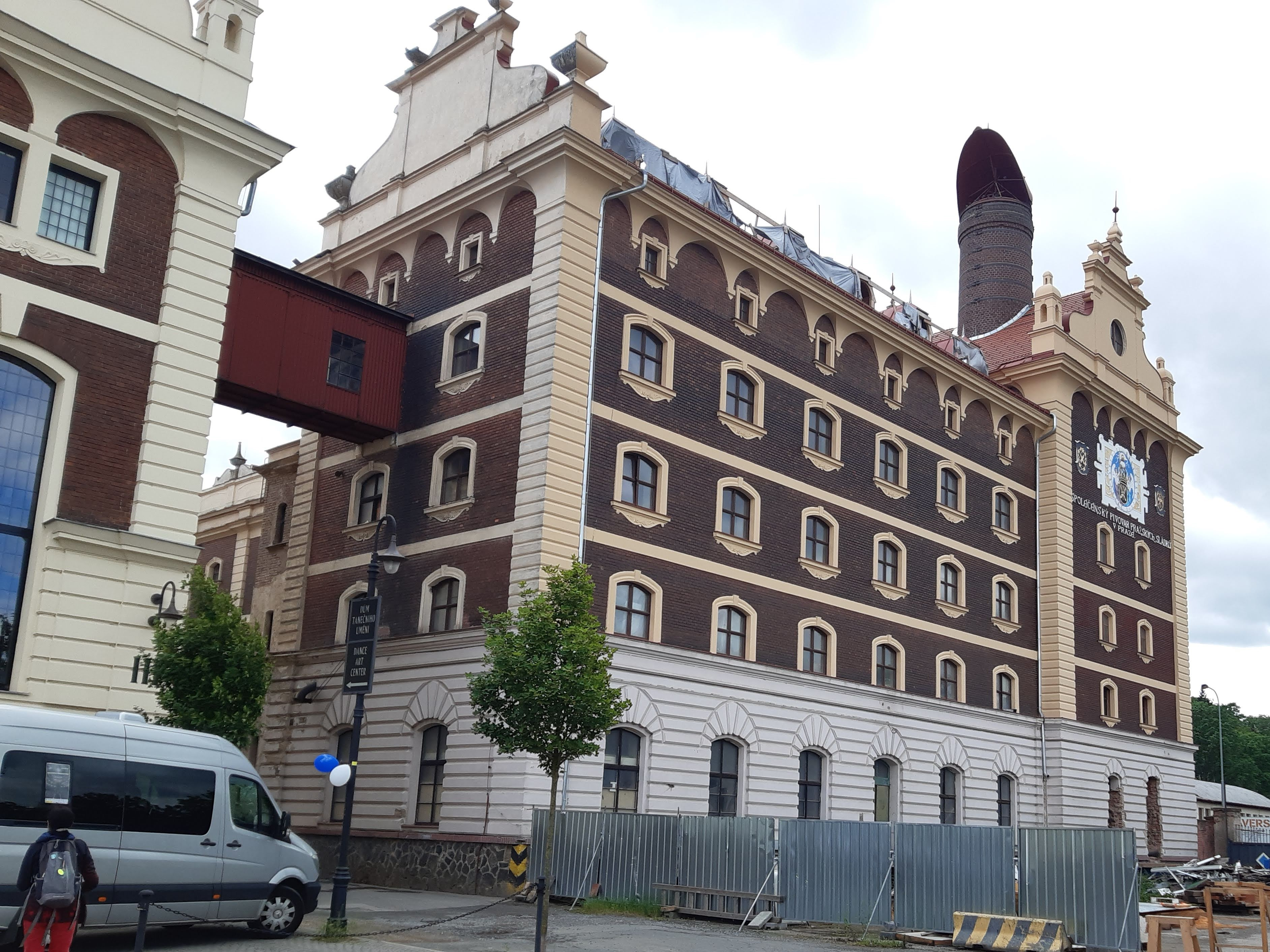
Budova sladovny s můstkem propojujícím varnu

Dominantou pivovaru je sladovna s výrazným štukovým reliéfem podle návrhu Mikoláše Alše. Sladovnu původně tvořily dvě postranní humna a dvojitý hvozd a místnosti na máčení ječmene a uchovávání chmele. Vnější opláštění budovy má jednotný styl s ostatními budovami areálu a tvoří ji fasáda z režného zdiva z červených a bílých cihel, dekorativní neorenesanční štíty a výrazná lunetová římsa. Sladovna má obdélníkový půdorys a nachází se v pravém horním rohu areálu kolmo k hlavní přístupové komunikaci. Na   severozápadní fasádě orientované do údolí jsou umístěn tři erby. Prostřední největší erb je erb sladovnického cechu podle návrhu Mikoláše Alše. Přízemní prostory budovy jsou zaklenuty valenými klenbami na litinových sloupech, dochovaly se také trámové stropy a původní plechové dveře.

### Varna
Budova varny má vnější opláštění opět v jednotném stylu budov areálu, které tvoří fasáda z režného zdiva z červených a bílých cihel, dekorativní neorenesanční štíty a výrazná lunetová římsa. Objekt varny bezprostředně navazuje na sousední sladovnu a na úrovni 2. patra je s ní propojen krytým můstkem s dřevěným obložením se dvěma okny. Vnitřní prostor při pravém předním nároží prosvětlují vysoká nahoře zaoblená okna probíhající přes dvě podlaží. Ostatní plocha fasády se sdruženými okny zachovává členění na jednotlivá patra. V levé části budovy se nachází hlavní vstup s dochovanými dřevěnými dvoukřídlými kazetovými dveřmi a proskleným nadsvětlíkem. Přízemní prostory budovy jsou zaklenuty valenými klenbami na litinových sloupech. Uvnitř budovy jsou mramorové desky se zlatým nápisem připomínajícím založení pivovaru roku 1898. Dochovala se též některá kamenná a plechová schodiště a místy i původní dlažba.

### Správní budova
V pravé přední části areálu, doslova na jeho hranici, se nachází administrativní budova s eklektickou fasádou přechodu historizujících slohů k secesi. Budova s neorenesančními štíty, věží uprostřed a nárožním polygonálním arkýřem ukončeným cibulí s lucernou připomíná letohrádek. Soudobou fasádu ve smetanovém odstínu netvoří režné zdivo. Uvnitř budovy se dochovaly některé původní prvky – ornamentální vícebarevná dlažba, okna a dveře včetně klik a kliček či původní kovové dekorativní výplně zábradlí schodiště.

### Dům správce
Původní dům správce s fasádou z režného zdiva a neoenesančními štíty byl propojen s původními stájemi, které v současnosti slouží jako garáž. V  průběhu let byla střední část objektu přistavěna a upravena a vznikly zde další obytné jednotky. Za převýšenou atiku původní budovy byl přistavěn další samostatný objekt. Vnější opláštění neorenesančními štíty a okny a kazetovými dveřmi napodobuje původní vzor. Fasáda je nicméně tvořena pouze žlábkovanou omítkou bez uplatnění režného zdiva. Podobně jako u dalších objektů areálu jsou uvnitř dochovány některé původní prvky.

### Expedice
Rozlehlý objekt expedice má nepravidelný půdorys a vnější opláštění je opět v jednotném stylu budov areálu s fasádou z režného zdiva z červených a bílých cihel, dekorativními neorenesančními štíty a výraznou lunetovou římsou. Objekt expedice vznikl vzájemným propojením několika provozů. Původní je jen pravá část budovy, na niž navazují novodobé objekty stáčírny a skladů zakončené zaobleným nárožím, které se nicméně snaží alespoň částečně napodobit původní charakter objektu. Uvnitř se dochovaly některé původní prvky jako plechová schodiště a dlažba.

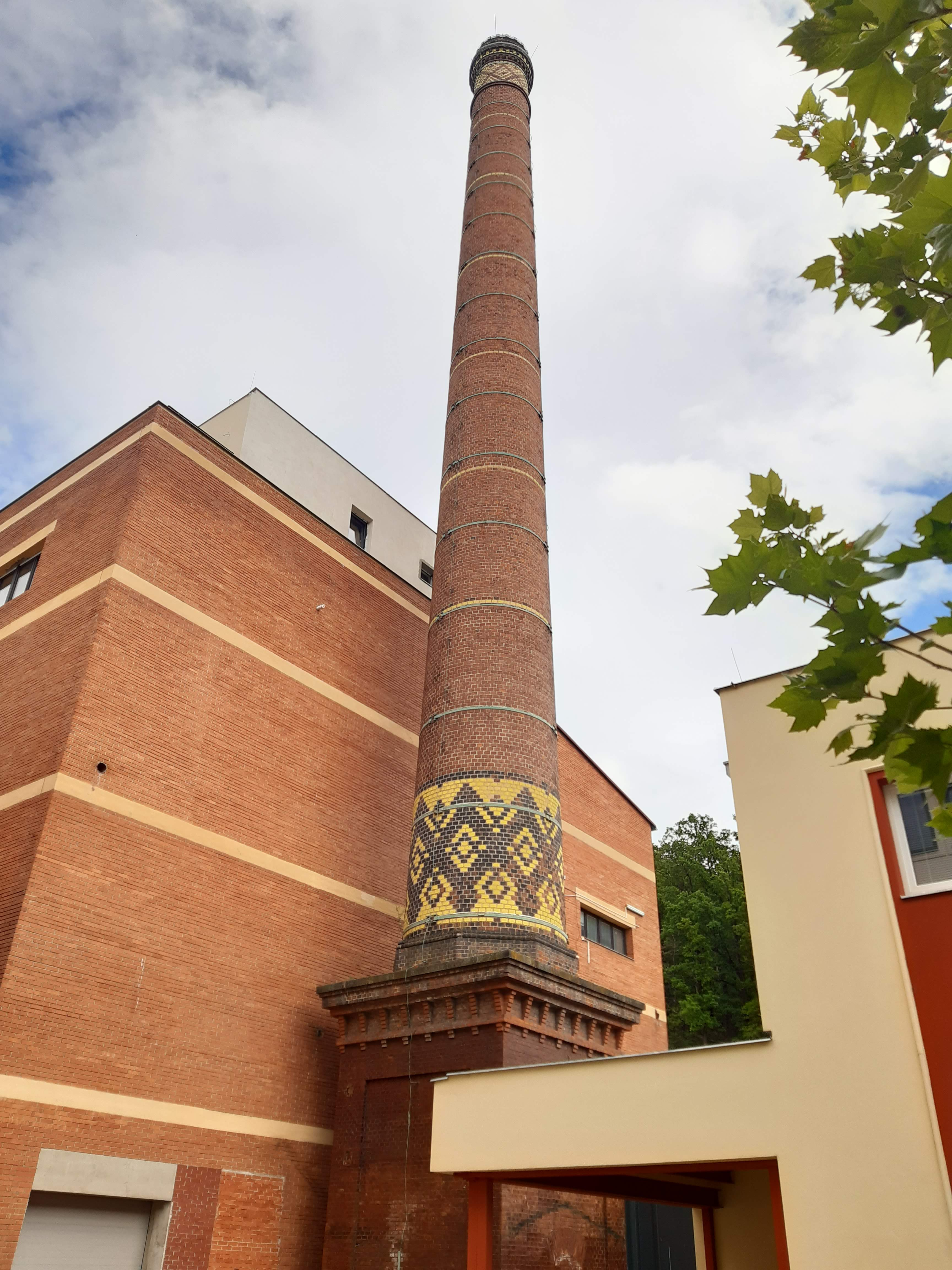

### Komín
Komín tvoří samostatně stojící objekt z režného zdiva, je umístěný na cihelném neorenesančním podstavci a je 49 metrů vysoký. Spodní část komínu zdobí neobvyklý geometrický obrazec z černých a výrazně žlutých cihel. Komín byl postaven v zadní části areálu za budovou varny. V současnosti se nachází mezi novodobou budovou kotelny a budovou nové varny, k níž bezprostředně přiléhá.

### Ohradní zeď
Oplocení areálu Branického pivovaru slohově doplňuje objekty v historizujícím slohu. 

## Produkty pivovaru
V posledních několika desítkách let se v Branickém pivovaru vařila pouze dvě piva:
- Braník světlý
- Braník ležák

Dále zde licenčně vařily značky typu Sapporo a další.

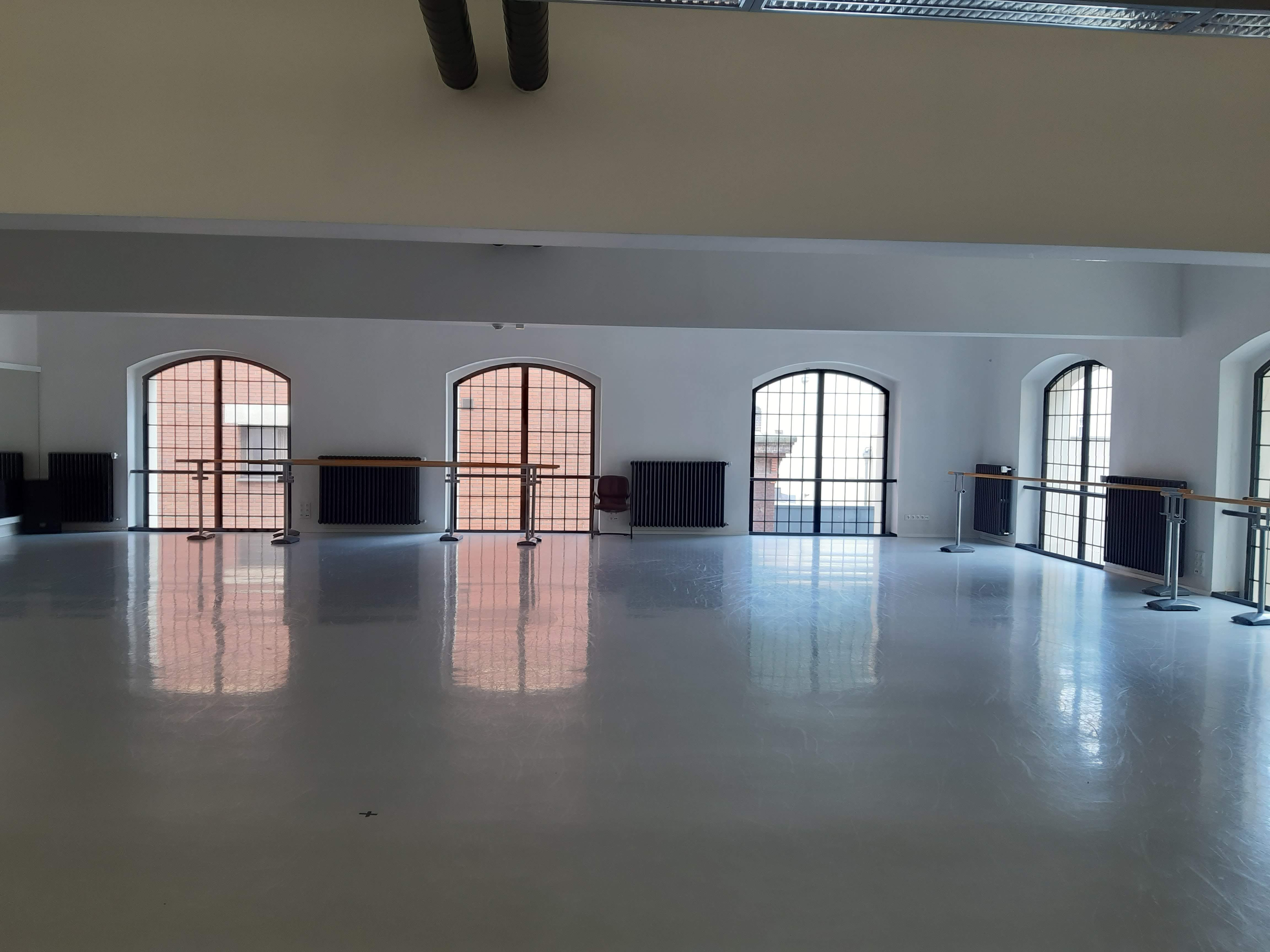
Taneční škola v rekonstruované budově pivovaru

Od roku 2007 se zde pivo nevaří, výrobu části sortimentu převzal pivovar Smíchov v Praze 5 (pod názvem Braník - Braník Světlý: Braník Jedenáctka: Braník Ležák)  a tak po zrušení Nuselského pivovaru v roce 1962 (Nuselský Prelát, Nuselské světlé, Nuselské černé) a Branického (Sládek, Braník světlý, Braník ležák) roku 2006 neexistuje již v Praze 4 žádný průmyslový pivovar.

## Nové využití
V současné době - rok 2019 / 2020 - je areál prostorem pro sklady různých firem, nachází se zde herna Laser Games, vzdělávací centrum a prodejna české firmy Herbadent, lahůdky. 

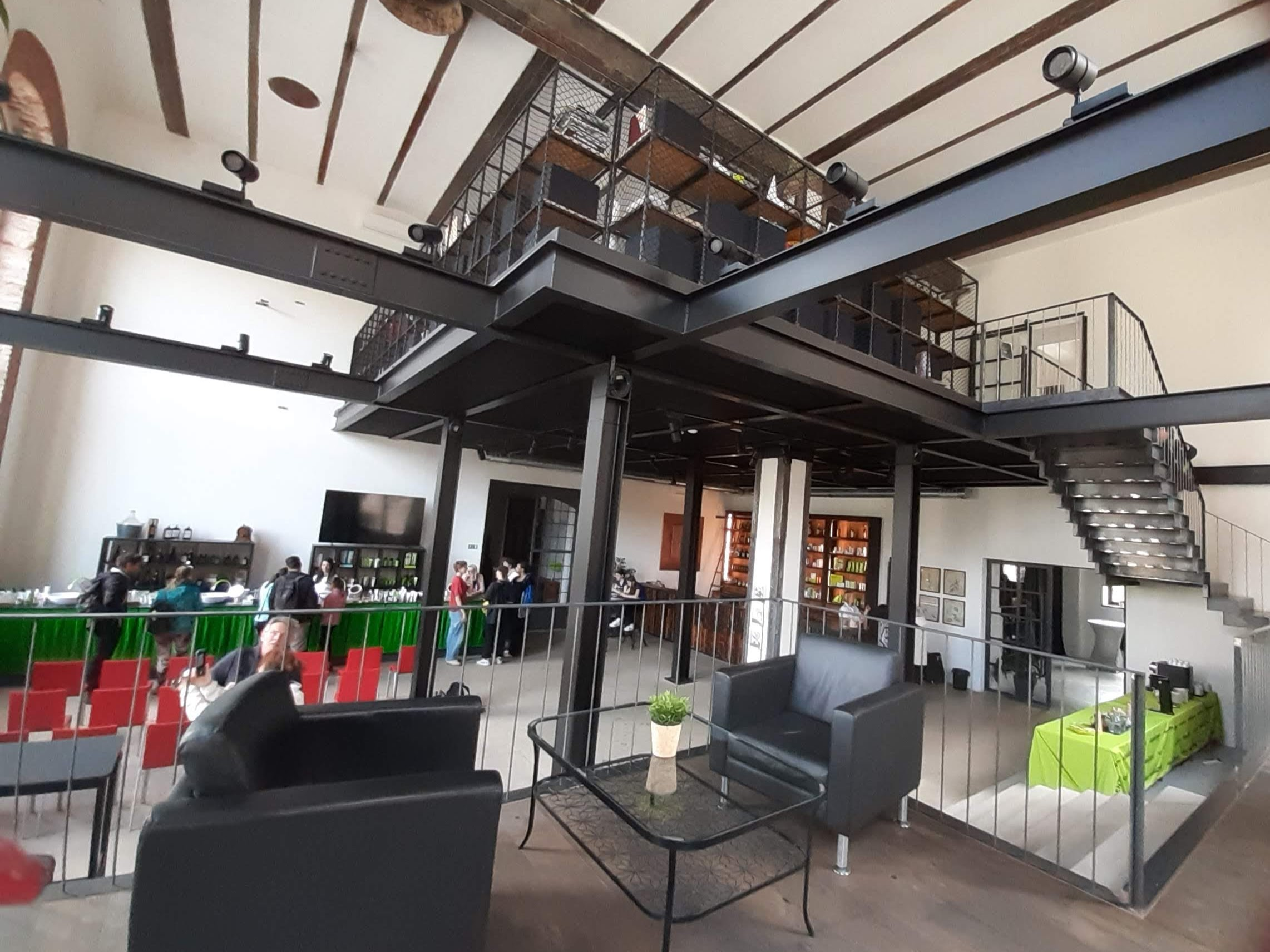
Centrum společnosti Herbadent

Na místě bývalých stájí sídlí od roku 2016 minipivovar Moucha, který se specializuje na spodně kvašená piva. V září roku 2021 byl v areálu otevřen Dům tanečního umění, ve kterém sídlí Taneční centrum Praha – konzervatoř, Pražský komorní balet, Baby Balet Praha, Balet Praha Junior, Nadace Tanec a divadlo a Nadační fond a Institut Pavla Šmoka. Rekonstrukci budovy platili její majitelé a konzervatoř investovala do zapůjčení provizorních prostor a vnitřního vybavení 7,7 milionu korun. V budoucnu by jednatel konzervatoře rád vybudoval v pivovarské sladovně také komorní divadlo.

## Zajímavosti
Jedním ze zdejších sládků byl i Karel Viktora, rodák z Ledče na Sázavou, kde kdysi v místním pivovaru začínal.
Katalog pivních tácků pivovaru Braník